# West (Texas)
West je americké město v okrese McLennan ve státě Texas. V roce 2010 v něm žilo 2674 obyvatel, z nichž většina jsou potomci českých přistěhovalců. West má přezdívku „koláčové hlavní město Texasu“.

## Historie
První lidé se v oblasti usadili ve 40. letech 19. století. Vznikla zde osada zvaná Bold Springs. Od roku 1859 žil v Bold Springs obchodník Thomas Marion West (1834–1912), který se stal také prvním městským poštmistrem. V 60. letech 19. století žilo v Bold Springs zhruba 300 lidí, ves měla poštu, kostel a kovářství. K rozmachu přispělo vybudování železniční trati spojující státy Missouri, Kansas a Texas na podzim 1881, vedoucí přes Westovy pozemky. Obec se začala nazývat West Post Office (Westova pošta), z čehož později vzniklo dnešní pojmenování West. V 80. a 90. letech se ve Westu usazovali čeští přistěhovalci, kteří sem přinášeli prvky evropské kultury. Rodiny českých přistěhovalců byly navíc početné, a tak podíl jejich potomků na populaci Westu rostl. Dodnes někteří starší obyvatelé Westu hovoří česky.
11. července 1892 se West stal městem. 15. září 1892 proběhla v nedalekém městečku Crush ukázka přímé čelní srážky dvou parních lokomotiv. Při neočekávané explozi kotlů lokomotiv se kovové trosky rozletěly do shromážděného davu zhruba 30 tisíc diváků, dva z nich událost nepřežili.

## Výbuch továrny na hnojiva
18. dubna 2013 došlo ve Westu k výbuchu továrny na hnojiva, který způsobil četná zranění a několik ztrát na životech, zřícení několika domů a rozsáhlý požár. Výbuch si vyžádal přes 150 zraněných. Bylo také potvrzeno, že samotný výbuch vyvolal otřesy o síle 2,1 Richterovy stupnice.

## Kultura a společnost
Ve městě se každoročně koná přehlídka české kultury Westfest. V původní železniční stanici je nyní železniční muzeum a městské informační středisko. Samotná železniční trať již neexistuje, další památkou na ni je most.

## Slavní rodáci
- Cliff Bartosh (* 1979), americký baseballista, v letech 2004 a 2005 odehrál dvě sezóny v Major League Baseball.
- Scott Podsednik (* 1976), americký baseballista, vítěz Světové série 2005.